# 天主教邱吉爾-哈德遜灣教區
天主教邱吉爾-哈德遜灣教區（拉丁語：Dioecesis Churchillpolitana-Sinus de Hudson）是加拿大一個羅馬天主教教區，屬基維丁-勒佩斯總教區。
1925年7月15日建立哈德遜灣監牧區，1931年12月21日升為代牧區，1967年7月13日升為教區。1968年1月29日易名至今。
教區範圍包括馬尼托巴北部及努納武特大部，2006年有教友8,300人，佔轄區總人口28.7%。教區下轄十七個堂區，有七名司鐸。現任教區主教為雷納德·魯利。